# River Rawthey
Der River Rawthey ist ein Fluss in Cumbria, England. Der Fluss entsteht zwischen dem Baugh Fell und dem Swarth Fell aus dem Zusammenfluss von Rawthey Gill und Haskhaw Gill.
Der Fluss fließt zunächst in nordwestlicher Richtung, bis er südlich des Harter Fell einen Bogen nach Südwesten vollzieht.
Östlich von Sedbergh mündet der Clough River in den River Rawthey, der von hier nach Westen fließt. Westlich von Sedbergh mündet der River Dee in den River Rawthey, der danach in den River Lune mündet.